# Городково (Московская область)
Городково — деревня в городском округе Шаховская Московской области России.

## Название
Прежнее название — деревня Городкова.

## География
Деревня находится вблизи автодороги М9, административной границы Московской области с Тверской областью.
Соседние населённые пункты — деревни Даниловка, Ядрово и Княжьи Горы. В 10 км райцентр, рабочий посёлок Шаховская.
В деревне имеется Каштановая улица, приписано 10 садоводческих товариществ (располагающихся у платформы 167 км).
Деревня находится на водоразделе, на высоте 267,9 м над уровнем моря.

## История
На западной окраине Городкова, между кладбищем и церковью, найдены следы древнего селища, датируемого XI—XIII, XIV—XVII веками.
В XVIII веке деревня Городкова относилась к вотчине Левкиева монастыря, приписанного к Воскресенскому монастырю.
Согласно материалам Генерального межевания 1769 года, «деревня Городкова с пустошми» (2508 десятин 395 саженей земли и 63 ревизских души) относилась к ведомству Коллегии экономии.
В середине XIX века деревня Городково относилось ко 2-му стану Волоколамского уезда Московской губернии и принадлежала Департаменту государственных имуществ. В деревне было 60 дворов, 257 душ мужского пола и 259 душ женского.
В «Списке населённых мест» 1862 года — казённая деревня 1-го стана Волоколамского уезда Московской губернии по правую сторону Московского тракта, шедшего от границы Зубцовского уезда на город Волоколамск, в 38 верстах от уездного города, при пруде, с 70 дворами и 512 жителями (253 мужчины, 259 женщин).
В 1871 году сюда была перенесена деревянная церковь из села Ивойлово, после чего Городково стало селом.
В 1885 году в селе открылась одна из первых церковно-приходских школ в Волоколамском уезде.
В 1886 году — 89 дворов, 513 жителей, церковь и часовня.
По данным на 1890 год село входило в состав Муриковской волости, число душ мужского пола составляло 255 человек.
В 1892 году в Городкове началось сооружение большой каменной четырёхстолпной однокупольной церкви Михаила Архангела, в данный момент зарегистрированной в честь преп. Сергия Радонежского.
По данным местного обследования крестьян 1898 года, большинство городковских крестьян занимались пастушеством: обычно весной и летом они нанимались пастухами в деревнях своей волости или даже в других уездах. Другие крестьяне занимались торговым промыслом, работая в основном разносчиками мороженого, сельдей и других товаров. До 10 % женщин ткали ткани на продажу.
В 1905 году для школы возвели новое каменное здание. В 1909 году школой заведовал священник И. Садиков, попечителем её был волоколамский купец А. П. Андреев, а в 1909—1910 учебном году школа насчитывала 42 ученика.
В 1913 году в селе — 110 дворов, церковно-приходская школа, чайная и мелочная лавки. Село оказалось в восьми верстах от железнодорожного разъезда Княжьи Горы.
В начале 1925 года в селе возникла первая комсомольская ячейка, которую вскоре возглавила уроженка Ядрова Мария Канаева.
По материалам Всесоюзной переписи населения 1926 года — два села Городковского сельсовета Судисловской волости. В Городкове-1, что западнее, вдоль оврага, насчитывалось 46 крестьянских хозяйств, 248 жителей (124 мужчины, 124 женщины), находились церковь, начальная школа, старое и новое кладбище, центр сельсовета. В Городкове-2 было 74 хозяйства (73 крестьянских) и 390 жителей (192 мужчины, 198 женщин).
Зимой 1929 года в селе на основе товарищества по обработке земли сформировалась сельскохозяйственная артель «Красный путиловец».
Во время немецкой оккупации Шаховского района в Городкове было сожжено 4 дома, расстрелян один житель, около десяти угнано в немецкий тыл, была разграблена деревня и колхоз, уничтожены хозяйственные постройки.
Весной 1942 года, после освобождения, колхозники в сжатые сроки провели весенний сев, заняв первое место в районном социалистическом соревновании. В октябре 1942 года был восстановлен молокозавод, к январю 1943 года открылась изба-читальня, в августе 1943 года было подготовлено к занятиям здание школы. Государственным Актом на вечное пользование землёй за колхозом «Красный путиловец» было закреплено 1109,18 га.
Решением исполкома Шаховского райсовета № 443 от 9 июня 1950 года колхозы деревень Городково, Ядрово, Даниловка, Голицыновка, входивших в состав Ядровского сельсовета, были объединены в колхоз имени Ворошилова, а уже в марте следующего года колхозы имени Ворошилова и имени Калинина (деревни Княжьи Горы и Московкино) слились в колхоз имени Ворошилова с центром в селе Городково.
Вскоре колхоз получил новое название — «Городково», а его председателем стал Пётр Фёдорович Тарасёнков.
С 1962 года колхоз «Городково» вошёл в состав колхоза имени Мичурина. Городковское отделение колхоза неоднократно признавалось лучшим не только в районе, но и в области.

### Административно-территориальная принадлежность
По данным 1922 года  возглавлял Городковский сельсовет в составе Судисловской волости Волоколамского уезда Московской губернии.
17 июля 1939 года Городковский с/с был упразднён, деревня Городково передано  в Ядровский с/с.
20 августа 1960 года Ядровский с/с был упразднён, деревня Городково передано  в в Судисловский с/с.
1994—2006 гг. — деревня Судисловского сельского округа (бывший Судисловский сельсовет) Шаховского района.
2006—2015 гг. — деревня сельского поселения Раменское Шаховского района.
2015 — н. в. — деревня городского округа Шаховская Московской области.

### История церкви
В 1863 году крестьяне Городково и окрестных деревень подавали прошение на имя митрополита Филарета о дозволении построить церкви. В ноябре 1869 года такое разрешение было получено. В 1871 году в Городково была перенесена деревянная церковь из села Ивойлово Волоколамского уезда и собрана заново на деньги купца Тихона Яковлевича Львова. Клировая ведомость 1877 года сообщает: «Церковь Архистратига Михаила в Городкове зданием деревянная, с такой же колокольней. Престол один».
Кирпичная четырёхстолпная однокупольная церковь Михаила Архангела в русском стиле с шатровой колокольней и шатровым куполом сооружена в 1892—1894 годах попечением купца Т. И. Трошина по проекту архитектора Николая Маркова. У церкви было два придела, один из которых Казанский. После росписи стен церковь вторично освящена в 1913 году (сохранились фрагменты фресок).
Каменный храм был закрыт в 1930-е годы, в нём размещён колхозный склад. Во время немецкой оккупации 1941—1942 года церковь использовалась немцами как место сбора молодёжи перед отправкой в Германию.
В 2000 году была воссоздана община, храм, находящийся в полуразрушенном состоянии, зарегистрирован как Сергиевский. Курировали работу общины иеромонах Андрей Боцаценко — настоятель Крестильного деревянного храма Новомучеников и исповедников Российских в посёлке Шаховская и протоиерей Алексей Русин — настоятель церкви Нерукотворного образа Спасителя в селе Ивашково. С 2012 года начались работы по восстановлению храма, настоятелем назначен священник — иерей Андрей Тарасов.

#### Престолы храма
- Обретение мощей преподобного Сергия Радонежского — 18 июля
- Архистратига Михаила — 21 ноября
- Казанской иконы Божией Матери — 4 ноября, 21 июля

## Население
| 1852 | 1859 | 1926 | 2002 | 2006 | 2010 |
| ---- | ---- | ---- | ---- | ---- | ---- |
| 516  | ↘512 | ↗638 | ↘178 | ↗206 | ↗220 |

## Инфраструктура
Личное подсобное хозяйство с зоной сельскохозяйственного использования, индивидуальная застройка усадебного типа.
Основа экономики — сельское хозяйство. ООО «Крестьянское хозяйство „Городково“».
- Городковская начальная общеобразовательная школа (находится в стадии ликвидации)[25].

## Транспорт
Из посёлка Шаховская до Городково ходят автобусы № 55 (Шаховская — Ядрово — Шаховская), 130 (Шаховская — ст. Княжьи Горы) и 924 (Шаховская — Ржев).